# JI dio Pelješca
JI dio Pelješca este o arie protejată (sit de importanță comunitară — SCI) din Croația întinsă pe o suprafață de 14.058,49 ha, integral pe uscat.

## Localizare
Centrul sitului JI dio Pelješca este situat la coordonatele 42°52′16″N 17°33′32″E / 42.871013°N 17.558844°E.

## Înființare
Situl JI dio Pelješca a fost declarat sit de importanță comunitară în iulie 2013 pentru a proteja 3 specii de animale.

## Biodiversitate
Situată în ecoregiunea mediteraneană, aria protejată conține 6 habitate naturale: Păduri de Quercus ilex și Quercus rotundifolia, Faleze cu vegetație de Limonium spp. endemic de pe coastele mediteraneene, Matorral arborescenți cu Juniperus spp., Pseudostepă cu ierburi și specii anuale de Thero-Brachypodietea, Păduri de pin mediteraneene cu pini mezogeni endemici, Păduri de Olea și Ceratonia.
La baza desemnării sitului se află mai multe specii protejate:
- mamifere (1): Dinaromys bogdanovi
- reptile (2): Elaphe situla, țestoasă bănățeană (Testudo hermanni)

Pe lângă speciile protejate, pe teritoriul sitului au mai fost identificate 19 specii de plante.